# Angelo Mario DiGeorge

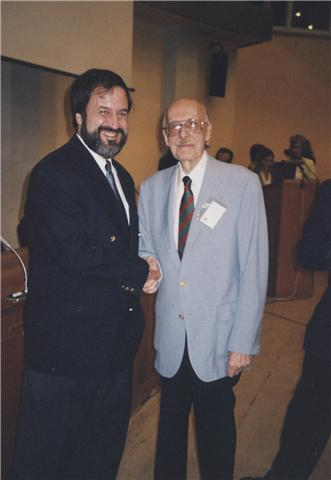
Angelo M. DiGeorge (rechts) mit Robert J. Shprintzen, 2002 in Rom

Angelo Mari(o) DiGeorge (* 15. April 1921 in Philadelphia; † 11. Oktober 2009 in East Falls, Philadelphia) war ein italoamerikanischer Pädiater und Endokrinologe. Er wurde bekannt für seine Forschungen über das autosomal-dominant vererbte Immundefizienz-Syndrom (ein T-Zell-Defekt), welches nach ihm benannt wurde (DiGeorge-Syndrom). Viele davon Betroffene sterben im Kindesalter an Herz- und Infektionskrankheiten. Nur wenige erreichen das Erwachsenenalter. Es gilt als seltene Krankheit.

## Leben und Ausbildung
Seine aus Italien in die USA eingewanderten Eltern waren Antonio und Emilia (geborene Taraborelli) di Georgio. Angelo Mario di Georgio wurde am 15. April 1921 im Süden der Stadt Philadelphia geboren. In der Grundschule anglisierte sein Lehrer seinen Nachnamen und kürzte seinen Mittelnamen mit M ab. 1939 beendete DiGeorge seine Schulzeit in der South Philadelphia High School for Boys als Jahrgangsbester. Er bekam deswegen ein Stipendium an der Temple University. Mit Auszeichnung schloss er dort 1943 sein Chemiestudium ab. 1946 wurde er an der dortigen medizinischen Fakultät ebenfalls mit Auszeichnung zum Doktor der Medizin promoviert. Von 1947 bis 1949 diente er als ärztlicher Leiter des US-amerikanischen Militärkrankenhauses in Linz an der Donau. Nach seiner Rückkehr nach Philadelphia traf er dort in der Universitätsklinik seine spätere Ehefrau, die Krankenschwester Natalie Picarello. Angelo Mario DiGeorge beendete seine Facharztweiterbildung zum Kinderarzt am St. Christopher's Hospital und arbeitete dann 1954 als Postdoc in der Endokrinologie am Jefferson Medical College.

## Berufliche Laufbahn
Seit 1952 arbeitete er in der Kinderklinik der Temple University School of Medicine. Er wurde 1967 Professor für Pädiatrie und wurde 1991 emeritiert. Außerdem war er Arzt im St. Christopher's Krankenhaus und leitete dort von 1961 bis 1989 die Abteilung für Endokrinologie und metabolische Krankheiten. Von 1965 bis 1982 war er zusätzlich Direktor am dortigen kinderärztlichen Forschungszentrum. Von 1987 bis 1992 war er im Vorstand des American Board of Pediatrics. Er war Gründungsmitglied und 1983/1984 Präsident der Lawson-Wilkins Pediatric Endocrine Society. Er war der Hauptautor des endokrinologischen Kapitels des Lehrbuches Nelson Textbook of Pediatrics; dieses Fachbuch galt mehr als 40 Jahre lang als grüne Bibel der Kinderheilkunde.
Internationale Anerkennung erhielt er um 1965 für seine bahnbrechende Entdeckung der angeborenen Thymusagenesie und der damit verbundenen Symptome.
Dieser Gendefekt heißt heute DiGeorge-Syndrom, velokardiofaziales Syndrom, Schlundtaschensyndrom, Shprintzen-Syndrom, CATCH-22-Syndrom und hauptsächlich Mikrodeletionssyndrom 22q11. Den meisten Betroffenen fehlt ein kleiner Teil der Gene auf dem langen Arm des Chromosoms 22. Dieses umfangreiche Krankheitsbild ist durch mehr als 200 verschiedene Defekte charakterisiert. Neben der vollständigen oder partiellen Thymusagenesie können auch die Nebenschilddrüsen ganz oder teilweise fehlen. Außerdem kann es zu Herzfehlern, zu typischen Gesichtsveränderungen, zu Oberlippenfehlbildungen und zu Lernbehinderungen kommen. Sowohl die Thymusfehlbildung als auch die Nebenschilddrüsenfehlbildung gelten heute als unterschiedliche Manifestationen derselben Krankheit in unterschiedlichen Lebensabschnitten.
Das DiGeorge-Syndrom ist eine der häufigsten Erbkrankheiten. Nach dem Down-Syndrom verursacht keine angeborene Krankheit mehr konnatale Herzfehler als das DiGeorge-Syndrom. Etwa ein Kind unter 4000 Lebendgeburten ist betroffen. Angelo Mario DiGeorges Bericht aus dem Jahr 1965 wie auch seine Originalarbeit von 1968 werden in der wissenschaftlichen Literatur häufig zitiert.
Das Pinski-DiGeorge-Harley-Baird-Syndrom (beziehungsweise Pinski-George-Harley-Baird-Syndrom beziehungsweise Pinsky-DiGeorge-Harley-Baird-Syndrom) ist als komplexes okulozerebrales (vermutlich autosomal-rezessiv vererbtes) Missbildungssyndrom ebenfalls nach Angelo Mario DiGeorge benannt worden; es zählt zu den Kieferbogensyndromen. Das (damit identische?) Pinski-DiGeorge-Harley-Syndrom bezeichnet eine Mikrophthalmie mit mentaler Retardierung. Es ist nicht mit dem okulo-zerebro-renalen Syndrom (Lowe-Syndrom) zu verwechseln.
DiGeorge hatte umfangreiche Interessen. Zu seinen Hobbys zählten die Gärtnerei, Briefmarkensammeln, Debatten aller Art und Sport der Philadelphia Phillies.
2002 traf er in Rom auf dem Fachkongress Deletion 22q11 erstmals mit dem Logopäden Robert J. Shprintzen (siehe obiges Foto) zusammen. Angelo Mario DiGeorge starb am 11. Oktober 2009 an Nierenversagen. Seine Witwe Natalie starb am 14. Juni 2017; das Ehepaar hinterließ drei Kinder: Anthony, Anita Brister und Christopher.